# Waipara River (Südpazifik)
Der Waipara River ist ein Fluss im Osten der Südinsel Neuseelands, der in der Pegasus Bay nördlich von Christchurch mündet. Der Name der Māori lässt sich frei als „Schlammiges Wasser“ übersetzen.

## Geographie
Der Fluss entsteht durch den Zusammenfluss des Waipara River North Branch und Waipara River Middle Branch. Kurz darauf nimmt er auch den Waipara River South Branch auf. Alle drei Branches entspringen in der westlich gelegenen Puketeraki Range und fließen in östlicher Richtung. Westlich der Doctors Hills treffen die Flüsse aufeinander und fließen nach Süden, bevor der vereinigte Waipara River wieder nach Osten abknickt und zur Pegasus Bay fließt, einer Bucht an der Ostküste der Südinsel, die Teil des Südpazifiks ist.

## Infrastruktur
Südlich der Mündung liegt die Ortschaft Amberley, nordwestlich Waipara. Mit Ausnahme des Gebietes im oberen Teil der Branches ist die Umgebung des Flusses von verschiedenen Straßen durchzogen. Durch die beiden Ortschaften und über den Fluss führt der New Zealand State Highway 1.